# Kolumna Mariacka w Ołomuńcu

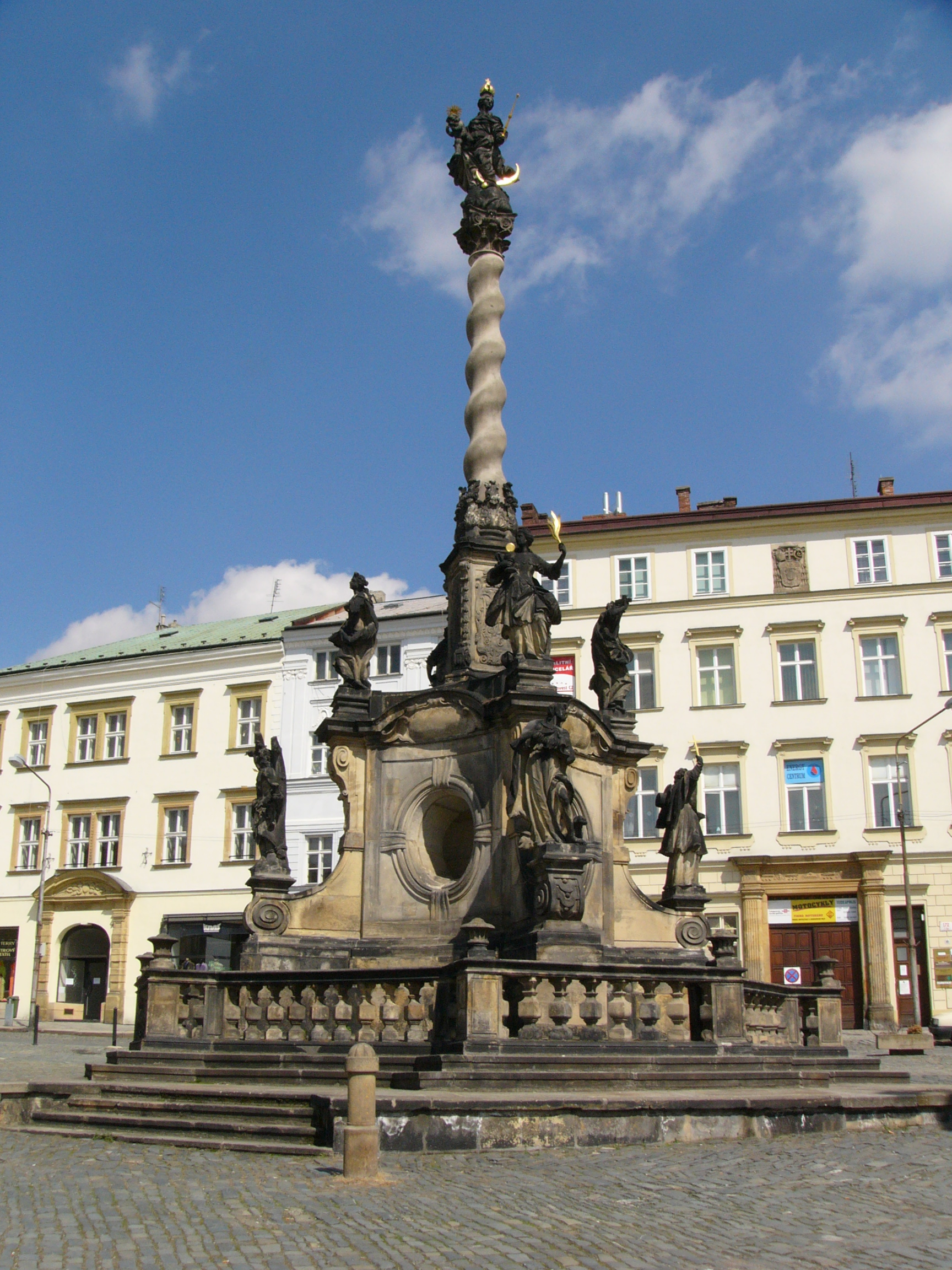
Kolumna Mariacka w Ołomuńcu

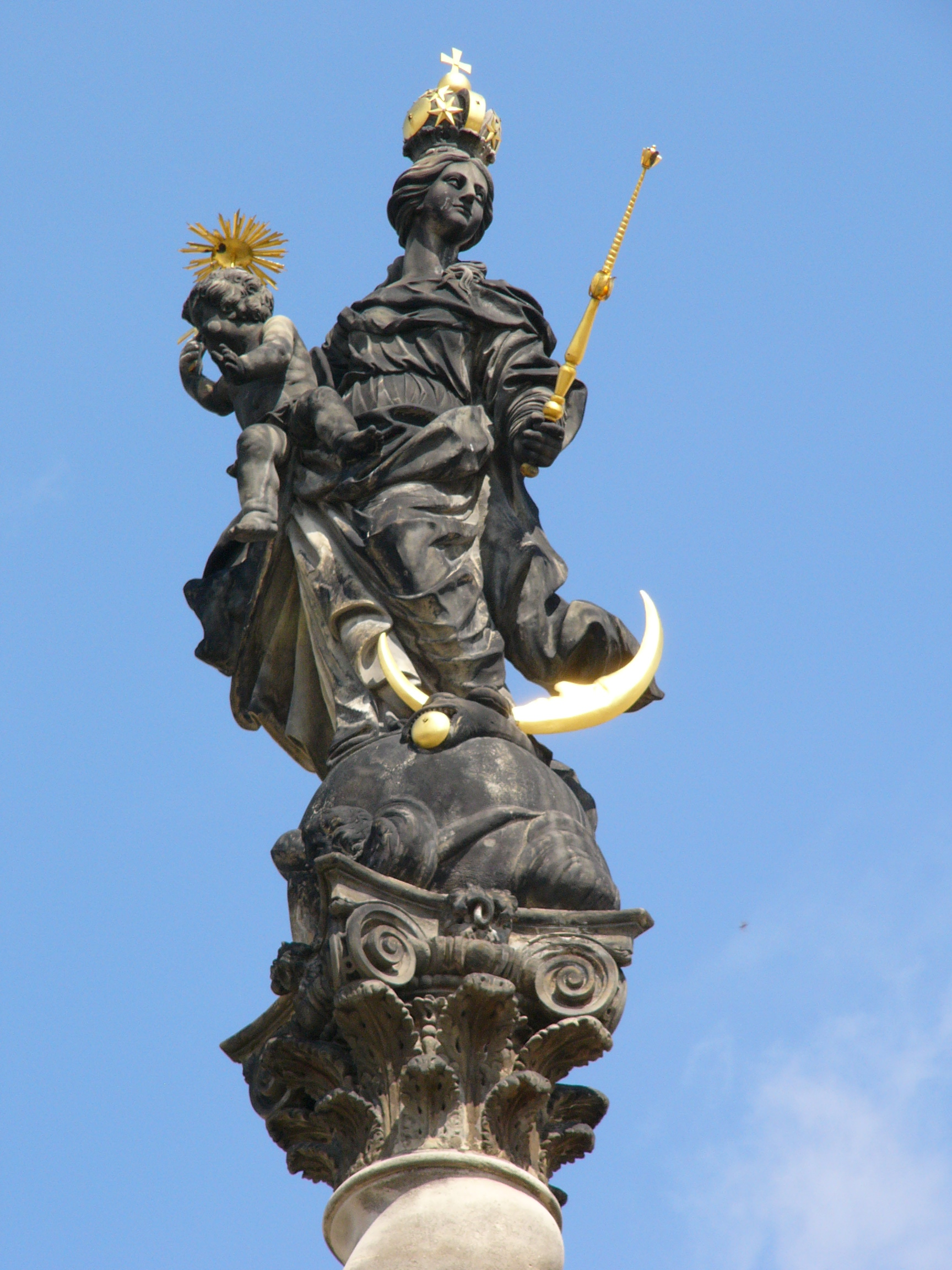
Posąg Immaculaty na szczycie Kolumny Mariackiej

Kolumna Mariacka (tzw. morowa; cz. Mariánský morový sloup) – pomnik w formie kolumny na tzw. Dolnym Rynku (cz. Dolní náměstí) w Ołomuńcu na Morawach w Czechach.

## Historia
Kolumna Mariacka w Ołomuńcu powstała po ustąpieniu epidemii moru z lat 1713–1715. Jako dziękczynienie za zwalczenie epidemii w mieście miejscowy kamieniarz i rzeźbiarz Wacław Render zaproponował budowę kolumny wotywnej na Dolnym Rynku. Wzniesiono ją w latach 1716–1727. Projekt powstał zainspirowany podobnymi kolumnami z Wiednia i Pragi.
Autorami elementów rzeźbiarskich kolumny byli Jan Sturmer (posągi Immaculaty, św. Franciszka Ksawerego i św. Karola Boromeusza) oraz Tobiasz Schütz (pozostałe rzeźby). W 1758 roku, podczas oblężenia Ołomuńca przez Prusaków, zniszczeniu uległa rzeźba św. Sebastiana, którą zastąpiono nowym posągiem. W latach 1985–1992 podczas renowacji zabytku wymieniono również skręcony trzon kolumny.
Kolumna, choć stanowi dominantę całego placu, jej budowniczemu Wacławowi Renderowi, architektowi cesarskiemu, nie wydawała się dostatecznie dostojna. Dlatego też postanowił wybudować na sąsiednim Górnym Rynku wspanialszą kolumnę – dzisiejszą Kolumnę Trójcy Przenajświętszej.

## Wygląd
Część dolną, z owalnym otworem na wylot w bloku podstawy, zdobią posągi ósemki świętych, umieszczone po cztery na dwóch poziomach. Są to postacie świętych, patronów i orędowników „od moru” - Karol Boromeusz, Franciszek Ksawery, Sebastian, Roch (na dolnym poziomie), Rozalia, Katarzyna ze Sieny i Barbara oraz patronka Ołomuńca – św. Paulina (na górnym poziomie). Część środkową konstrukcji stanowi tordowany (skręcony) słup, zaś jej zwieńczeniem jest rzeźba Immaculaty.